# 핫초무타역
핫초무타역(일본어: 八丁牟田駅)은 일본 후쿠오카현 미즈마군 오키정에 위치한 서일본 철도 덴진오무타 선의 역이다. 역 번호는 T36이다.

## 역사
- 1937년 10월 1일: 규슈 철도의 역으로 영업 개시.
- 1942년 9월 22일: 서일본 철도의 역이 됨.
- 1966년: 역사 개축.
- 2008년 5월 18일: IC카드 nimoca 사용 개시.
- 2015년: 역사 및 역 주변 정비.
- 2017년 2월 1일: 역 번호 도입.

## 역 구조
상대식 승강장 2면 2선의 지상역이다. 니시테쓰 스테이션 서비스의 역무원이 관리하고 있다.

### 승강장
| 1 | ■ 덴진오무타 선 | 하행 | 야나가와・오무타 방면                          |
| 2 | ■ 덴진오무타 선 | 상행 | 다이젠지・구루메・니시테쓰 후쿠오카(덴진) 방면 |

## 역 주변
- 오키 정립 오기 중학교
- 오키 정립 기사키 초등학교
- 오키 우체국
- 오키 정사무소
- 오키 농업 종합 시험장
- 천연 온천 아쿠아 쿠스

## 인접역
| 서일본 철도 ■ 덴진오무타 선             | 서일본 철도 ■ 덴진오무타 선 | 서일본 철도 ■ 덴진오무타 선 |
| --------------------------------------- | --------------------------- | --------------------------- |
| T35 오미조 니시테쓰 후쿠오카(덴진) 방면 | ■ 보통                      | 가마치 T37 오무타 방면      |